# Брдарићи (Пале-Прача)
Брдарићи су насељено мјесто у општини Пале, Федерација Босне и Херцеговине, Босна и Херцеговина.

## Становништво
|         | 2013.       | 1991.        | 1981.         | 1971.         | 1961.         |
| Укупно  | 20 (100,0%) | 88 (100,0%)  | 112 (100,0%)  | 140 (100,0%)  | 204 (100,0%)  |
| Бошњаци | 20 (100,0%) | 78 (88,64%)1 | 112 (100,0%)1 | 105 (75,00%)1 | 202 (99,02%)1 |
| Срби    | –           | 10 (11,36%)  | –             | 34 (24,29%)   | 2 (0,980%)    |
| Остали  | –           | –            | –             | 1 (0,714%)    | –             |

1. 1 На пописима од 1971. до 1991. Бошњаци су пописивани углавном као Муслимани.